# Tutto qui (Claudio Baglioni)
Tutto qui è un box-set del cantautore italiano Claudio Baglioni, pubblicato nel 2007. 

## Descrizione
Composto da un cofanetto di 4 DVD: i primi due documentano i concerti tenuti dal cantautore a Roma, Milano, Genova e a Caserta durante il Tutti qui Tour del 2007; il terzo comprende diversi contenuti speciali come alcune interviste e backstage; il quarto invece contiene tutti e 27 i video musicali del cantante pubblicati durante la sua carriera.

## Tracce

### DVD 1 (Concerto)
1. Sinfonietta (prologo)...
2. Tutti qui
3. Strada facendo
4. Noi no
5. Avrai
6. Medley Je Je:
  - Porta Portense
  - A modo mio
  - Signora Lia
  - W l'Inghilterra
  - Notti
  - Serenata in sol
7. Mai più come te
8. Amori in corso
9. Poster
10. Medley Atmo
  - Con tutto l'amore che posso
  - Io dal mare
  - Ragazze dell'est
  - Quei due
  - Domani mai
  - Acqua dalla luna
11. Quante volte
12. Sono io
13. Buona fortuna
14. Medley Folk
  - Ragazza di campagna
  - I vecchi
  - Un po di più
  - Fotografie
  - Vivi
  - Le vie dei colori

### DVD 2 (Concerto)
1. Cuore di aliante
2. E adesso la pubblicità
3. Notte di note, note di notte
4. Medley Rock
  - Dagli il via
  - Un nuovo giorno un giorno nuovo
  - Io me ne andrei
  - Quando ti voglio
  - Bolero
  - Grand'uomo
5. Tienimi con te
6. Via
7. Medley Song
  - Questo piccolo grande amore
  - Amore bello
  - E tu
  - Sabato pomeriggio
  - Solo
  - E tu come stai
8. Io sono qui
9. Mille giorni di te di me
10. La vita è adesso

### DVD 3 (Extra)
1. Centocelle, 23 aprile 2007
2. Tutti qui, Gran Finale
3. Interviste
4. Canzoni
5. Racconti
6. Backstage
7. Fans

### DVD 4 (Video musicali)
1. La vita è adesso
2. Dagli il via
3. Io sono qui (1° Versione)
4. Io sono qui (2° Versione)
5. Bolero
6. Acqua dalla luna
7. Noi no, noi mai più
8. Dov'è dov´è
9. Titoli di coda
10. Anima mia
11. Da me a te
12. Arrivederci o addio
13. Cuore di aliante
14. Stai su
15. Hangar
16. Chi c'è in ascolto
17. Si io sarò
18. Per incanto e per amore
19. Sono io
20. Tienimi con te
21. Titoli di coda
22. Crescendo e cercando
23. Tutti qui
24. Và
25. Il nostro concerto
26. Se non avessi più te
27. Buon viaggio della vita